# ماري إي. وايت
ماري إي. وايت (بالإنجليزية: Mary E. White)‏ هي محافظة على الطبيعة وعالمة نبات أسترالية، ولدت في 5 يناير 1926 في جنوب أفريقيا، وتوفيت في 5 أغسطس 2018 في Bundanoon, New South Wales ‏ في أستراليا.